# Bazargan
Pour l’article homonyme, voir Mehdi Bazargan.
Bazargan (en persan : بازرگان) est une ville d'Iran située dans la province d'Azerbaïdjan occidental à 310 kilomètres au nord-ouest de Tabriz. C'est une ville frontière entre l'Iran et la Turquie.
Un pipeline de gaz naturel a explosé à Bazargan le 29 septembre 2006 à la suite d'un acte de sabotage.